# 婆罗洲之心
婆罗洲之心（英語：Heart of Borneo）是由世界自然基金会发起的一项保护协议，旨在保护婆罗洲岛上220,000平方公里的森林地区。这项协议由文莱、印度尼西亚和马来西亚政府于2007年2月12日在巴厘岛共同签署，以支持这项跨国合作倡议。 这个区域为10种特有种灵长类动物、350多种鸟类、150种爬行动物和两栖动物，以及10,000种植物提供栖息地。自2007年至2010年，本区域内共记录123种新物种。 2012年的一份状况报告发现，区域内的低地雨林正在恶化并受到威胁。 婆罗洲犀牛是最受威胁的特有动物，2015年沙巴仅剩三头圈养犀牛。

## 保护区
拟议的婆罗洲之心地区包括许多受保护的地区，包括：马来西亚的峇當艾國家公園、蘭扎恩地茂野生動物保護區、姆禄山国家公园、克洛克山脉国家公园和京那巴鲁国家公园；印尼的加央孟他讓國家公園、倍吞克理渾國家公園、武吉巴卡-武吉拉雅國家公園和森塔伦湖国家公园；以及文莱的烏魯淡武廊國家公園。

## 延伸阅读

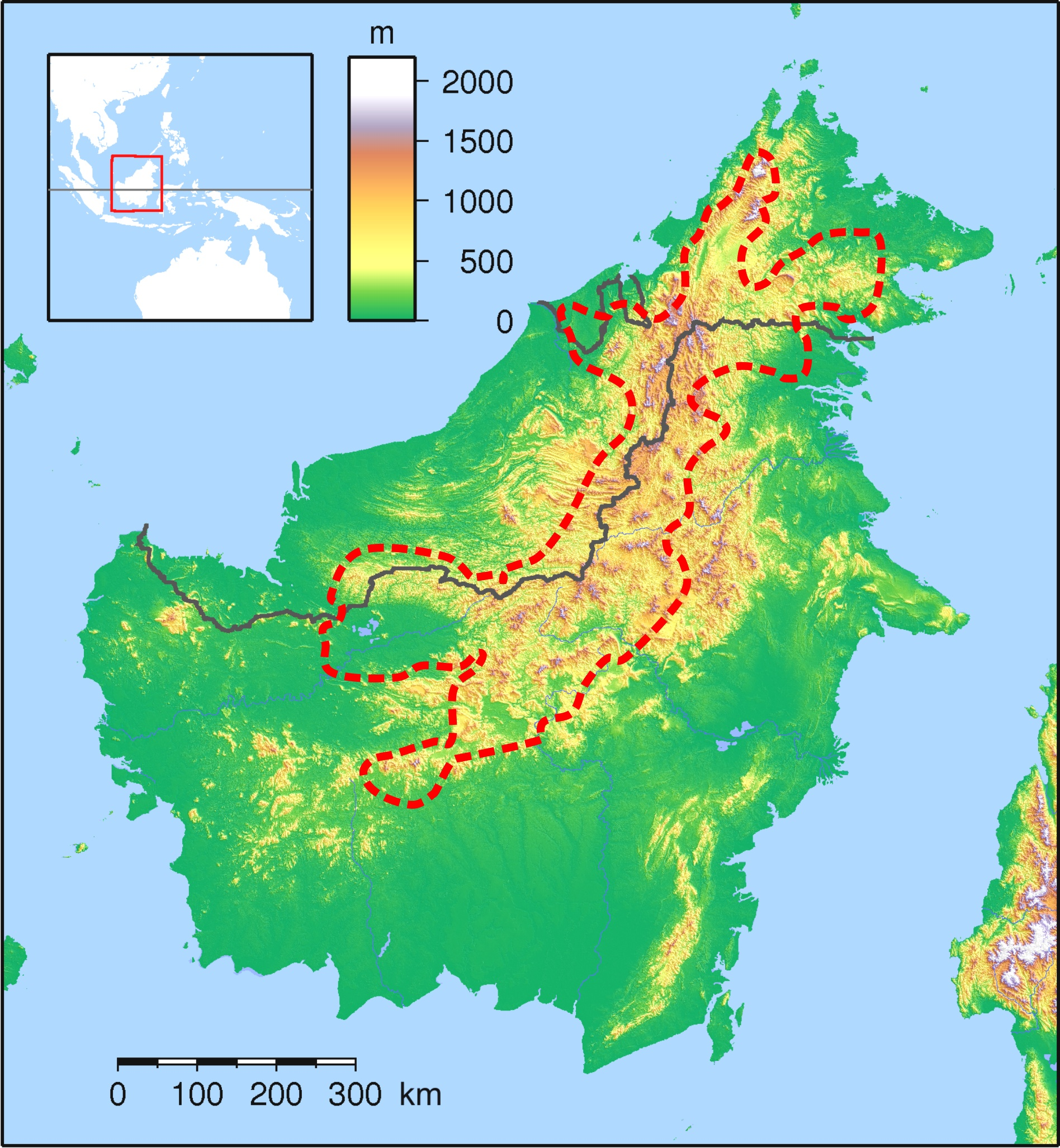
红色虚线内为婆罗洲之心的大致范围

- Persoon, Gerard A. and Osseweijer, Manon (eds) (2008). Reflections on the Heart of Borneo （页面存档备份，存于）. Wageningen: Tropenbos International. ISBN 978-90-5113-091-1